# Burning Desire
Burning Desire è un brano musicale della cantautrice statunitense Lana Del Rey pubblicato come singolo promozionale dell'EP Paradise. Il brano era stato dapprima reso disponibile per il download durante il pre-ordine dell'EP e in seguito pubblicato come singolo promozionale il 19 marzo 2013. Il 14 febbraio 2013 è stato pubblicato sul canale YouTube dell'artista il video ufficiale del singolo.

## Descrizione
Nel 2012 Lana Del Rey è stata scelta dalla casa automobilistica Jaguar per promuovere la loro nuova auto, la Jaguar F-Type. Durante la presentazione dell'auto al Salone dell'automobile di Parigi, Del Rey si è esibita per la prima volta in Burning Desire. Il brano è stato inserito anche nello spot ufficiale.

## Classifiche
| Classifica  | Posizione massima |
| ----------- | ----------------- |
| Regno Unito | 172               |